# Namp’o
Namp’o ist eine Hafenstadt in Nordkorea mit 450.723 Einwohnern und damit die viertgrößte Stadt des Landes. Sie ist Industriestadt, Verkehrsknoten, Kulturzentrum mit Universität, Theater und Museen.

## Geografie

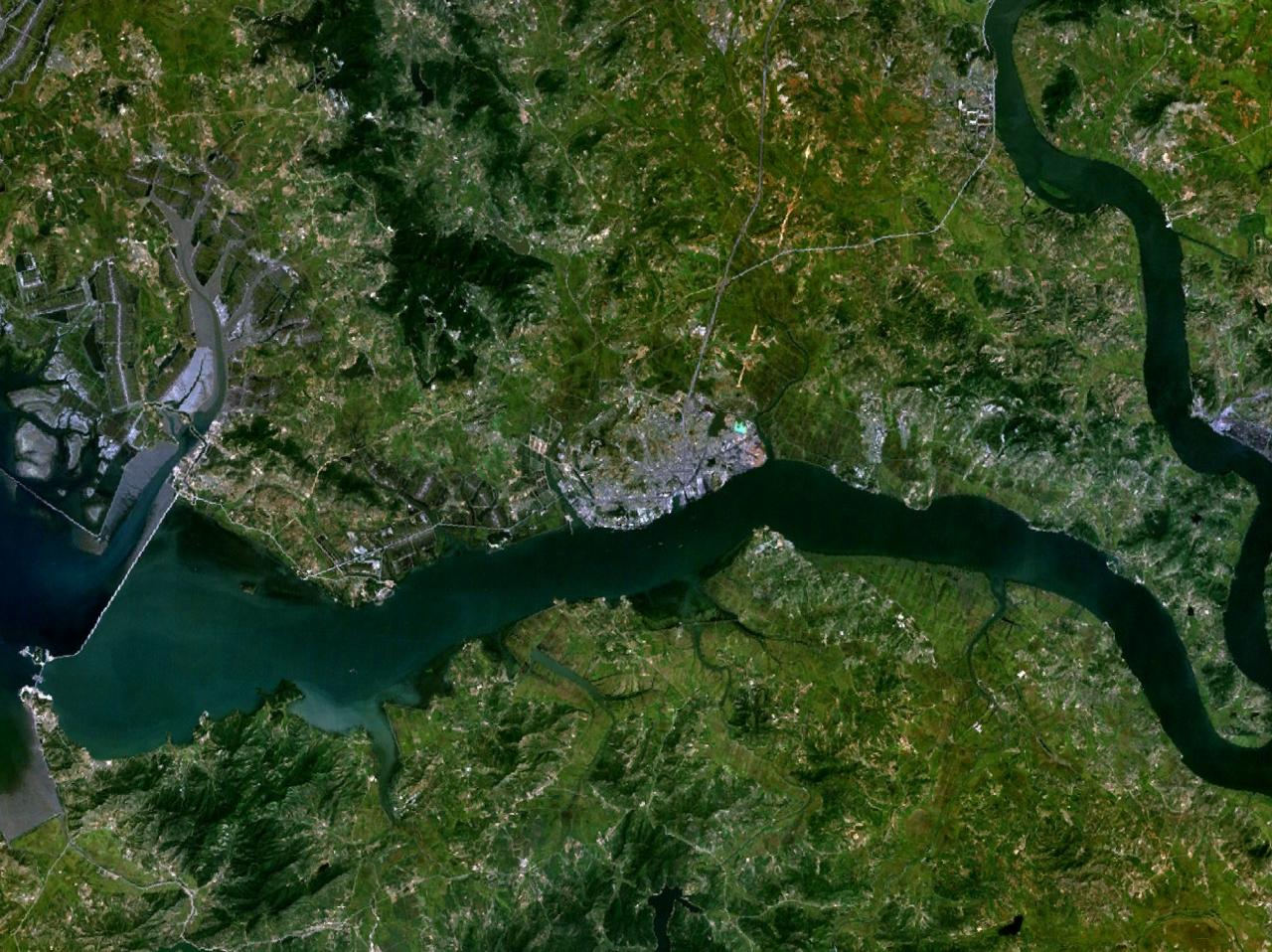
Satellitenfoto von Namp’o

Namp'o liegt an der Westküste von Nordkorea, 55 Kilometer südwestlich von Pjöngjang an der Mündung des Taedong. Die geografischen Koordinaten sind 38° 44′ N, 125° 24′ O.
Die Stadt besteht aus dem Stadtbezirk Namp’o selber, sowie folgenden früheren Landkreisen aus der Provinz P’yŏngan-namdo:
- Kangsŏ-gun (강서군; 江西郡)
- Taean-gun (대안군; 大安郡)
- Onch’ŏn-gun (온천군; 溫泉郡)
- Ryonggang-gun (룡강군; 龍岡郡)
- Ch’ŏllima-gun (천리마군; 千里馬郡)

## Geschichte
Das wirtschaftliche Wachstum der Stadt begann 1897 mit der Öffnung des Hafens für den Außenhandel.

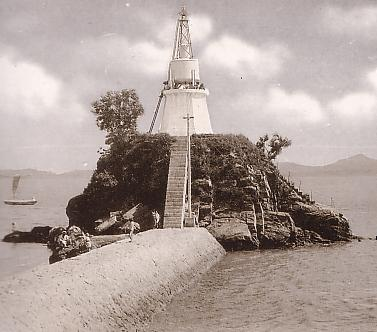
Der 1909 von Japan gebaute Leuchtturm Chinnampos. Die Aufnahme stammt von vor 1945.

Von 1910 bis 1945 war Korea ein Teil des Japanischen Kaiserreichs. Bis zum Ende dieser Zeit wurde die Stadt Chinnampo (japanisch 鎮南浦) genannt. Der heutige Name leitet sich davon ab.
Die Stadt wurde im Koreakrieg (1950–1953) schwer beschädigt und nach dem Krieg zu einem Zentrum der Glas- und Werftindustrie ausgebaut.
Von 1980 bis 2004 war Namp’o eine Stadt unter zentraler Verwaltung der Regierung. 2004 wurde sie Teil von P’yŏngan-namdo und hatte dort den Status einer besonderen Stadt innerhalb der Provinz, was unter anderem bedeutete, dass sie weiterhin unter zentraler Verwaltung stand. 2010 wurde sie wieder aus der Provinz ausgegliedert.

## Kultur und Sehenswürdigkeiten
Nahe der Stadt liegt der zwischen 1981 und 1986 erbaute Westmeerstaudamm mit einer 15 Kilometer langen Staumauer und drei großen Schleusen für Schiffe bis zu 50.000 Bruttoregistertonnen. In der Nähe der Staumauer befindet sich ein schöner Badestrand.
Ein beliebter Ausflugsort in der Gegend ist der Taesong-See. Dieser See wurde 1959 künstlich angelegt und dient zur Bewässerung der Felder in der Umgebung. In der Nähe liegt der Pjöngjanger Golfplatz.
Sehenswert sind auch die Mausoleen von Kangso und Tokhung-ri. Kangso liegt nordöstlich des Taesong-Sees und 28 Kilometer südwestlich von Pjöngjang. Dort wurden Grabstätten der Goguryeo-Dynastie (37 v. Chr.–668 n. Chr.) aus dem 7. Jahrhundert ausgegraben. In Tokhung-ri wurden in den Jahren 1976 und 1977 drei Gräber aus der Koguryo-Dynastie restauriert, deren Entstehungsjahr auf 408 n. Chr. datiert wird.
Näher bei Namp’o, im Westen der Stadt, liegt die Halbinsel Waudo. Dort befinden sich eine Reihe von Sport- und Freizeitmöglichkeiten sowie ein Aussichtspavillon.

## Wirtschaft und Infrastruktur

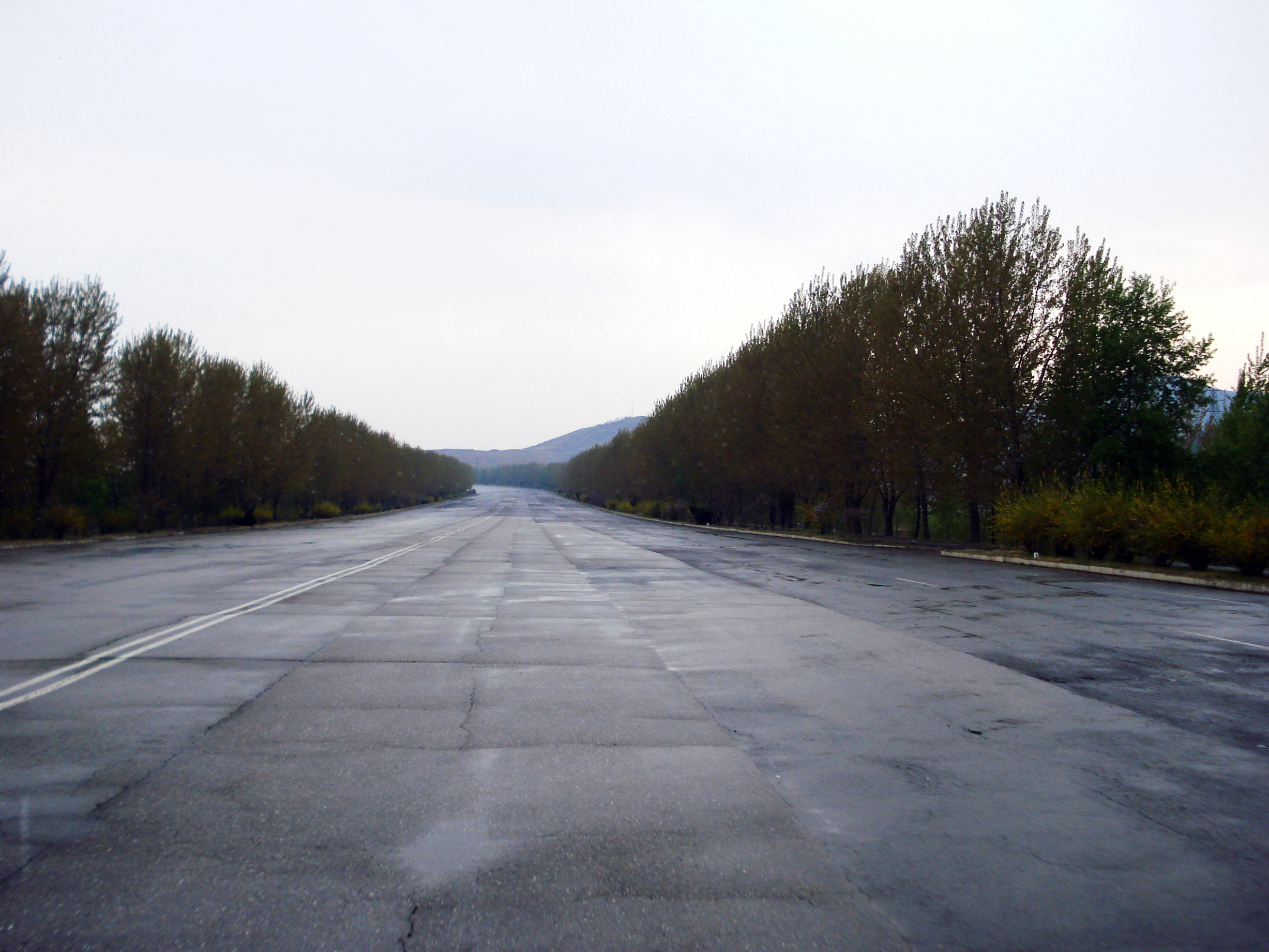
„Straße der Heroischen Jugend“

In der Stadt befinden sich Werften, Betriebe des Maschinenbaus, der Buntmetallurgie (Ch’ŏllima Stahlwerke) und der Glasindustrie. Der Fischfang ist eine wichtige Einnahmequelle für Namp’o. Die Stadt ist ein bedeutender Verkehrsknotenpunkt mit Straßen, Eisenbahn und Hafen. Sie ist ein Zentrum für Neulandgewinnung aus dem Meer. Ende des 19. Jahrhunderts wurde der Hafen für den Export geöffnet, was zu einer beschleunigten Entwicklung der Wirtschaft und einem Wachstum der Bevölkerung führte.
Namp’o war und ist für das Regime in Nordkorea ein strategisch wichtiger Punkt als Verkehrsader und Hafen für die Hauptstadt und nicht zuletzt als Bastion gegen mögliche Invasoren, die auf Pjöngjang zusteuern wollen. Gleichzeitig wurde die Flussmündung, an der Namp’o liegt, auch für einen großen Staudamm auserwählt. Um die Taedong-Mündung sind außerdem wichtige Teile der nordkoreanischen Marine stationiert.
Der so genannte Westmeerstaudamm dient in erster Linie der Trennung von Meer- und Flusswasser, als schnelle Straßen- und Eisenbahnverbindung zwischen dem Nord- und Südufer des Taedong sowie als physische Barriere an der Flussmündung. Er bewahrt die Region bis hinauf nach Pjöngjang vor möglichen Flutkatastrophen, dient der Verfügbarkeit von Süßwasser für die Industrie und zur Trinkwasserversorgung der Region. Es werden zwei Milliarden Kubikmeter Wasser pro Jahr gefördert. Zur Gewinnung von Elektrizität wird der Staudamm nicht genutzt.
Einige Büros von Hana Electronics befinden sich in Namp’o.

## Verkehr
Der Oberleitungsbus Namp’o bedient werktags zwei Linien, allerdings nur unregelmäßig.
In den Krisenjahren 1998 bis 2000 wurde die Straße von Pjöngjang nach Namp’o zur achtspurigen Autobahn ausgebaut. Schätzungsweise 50.000 jugendliche Freiwillige legten das 43 Kilometer lange Straßenbett ohne Hilfe von Maschinen an. Zur Erinnerung an das nach 700 Tagen abgeschlossene Projekt wurde die Autobahn in „Straße der Heroischen Jugend“ umbenannt.

## Persönlichkeiten
- Kim Jeong-yeon (1914–1992), japanischer Eisschnellläufer
- Choe Thae-bok (1930–2024), Chemiker, Hochschullehrer und Politiker